# Arvid Lindblad
Arvid Lindblad (Londra, 8 agosto 2007) è un pilota automobilistico britannico con origini indiane e svedesi. Dal 2021 fa parte della Red Bull Junior Team, ha vinto la Formula Regional Oceania nel 2025.

## Carriera

### Kart e Formula 4
Nel 2015 Lindblad inizia la sua carriera in Karting, dove vince prima il campionato Serie LGM nel 2018 e poi il Kartmasters British Grand Prix nel 2020. Dal 2020 entra nel team KR Motorsport, lo stesso anno vince la WSK Super Master Series nella classe OKJ. L'anno seguente, passato nella classe OK, ottiene la vittoria nella WSK Euro Series e la WSK Final Cup. Inoltre, il pilota britannico ha ottenuto il terzo posto nel Campionato del Mondo CIK-FIA sia nel 2021 e 2022.

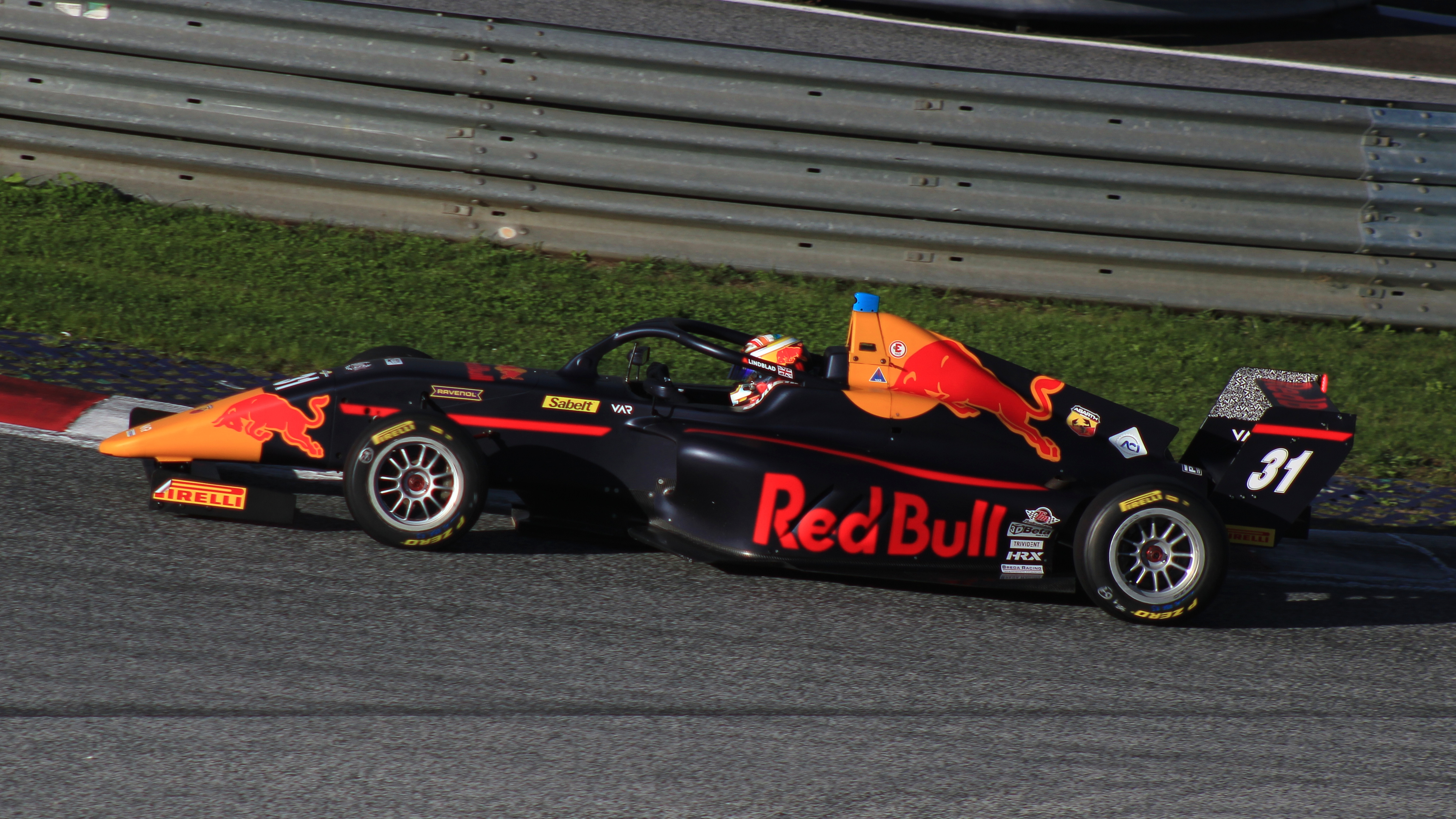
Arvid Lindblad nel suo primo anno della Formula 4 italiana (2022)

Lindblad esordisce in monoposto correndo nella Formula 4 italiana partecipando agli ultimi tre round della stagione con il team Van Amersfoort Racing. Nel inverno del 2023 si unisce al team Hitech GP per prendere parte alla Formula 4 Emirati Arabi Uniti. Nella serie araba ottiene la sua prima vittoria in monoposto a Dubai davanti al pilota della Ferrari Driver Academy, Tuukka Taponen. 
Il resto del anno si unisce al team Prema Racing partecipando alla Formula 4 italiana e al nuovo campionato Euro 4. Ad Imola Lindblad ottiene la sua prima vittoria nella F4 italiana davanti ad Alfio Spina. Nel round successivo a Misano ottiene altre due vittorie, mentre a Monza riesce nel impresa di vincere tutte e tre le corse del weekend. Nei tre round finali non riesce a tornare alla vittorie e chiude la stagione al terzo posto dietro a Kacper Sztuka e Ugo Ugochukwu in classifica generale e vince nella classifica Rookie davanti a Tuukka Taponen.
Nel novembre dello stesso anno partecipa alla Formula 4 Macao Race sul Circuito da Guia con il team SJM Theodore supportato dalla Prema Racing. Lindblad domina l'intero weekend conquistando la Pole e vincendo sia la gara di qualifica e sia la gara finale.

### Formula 3

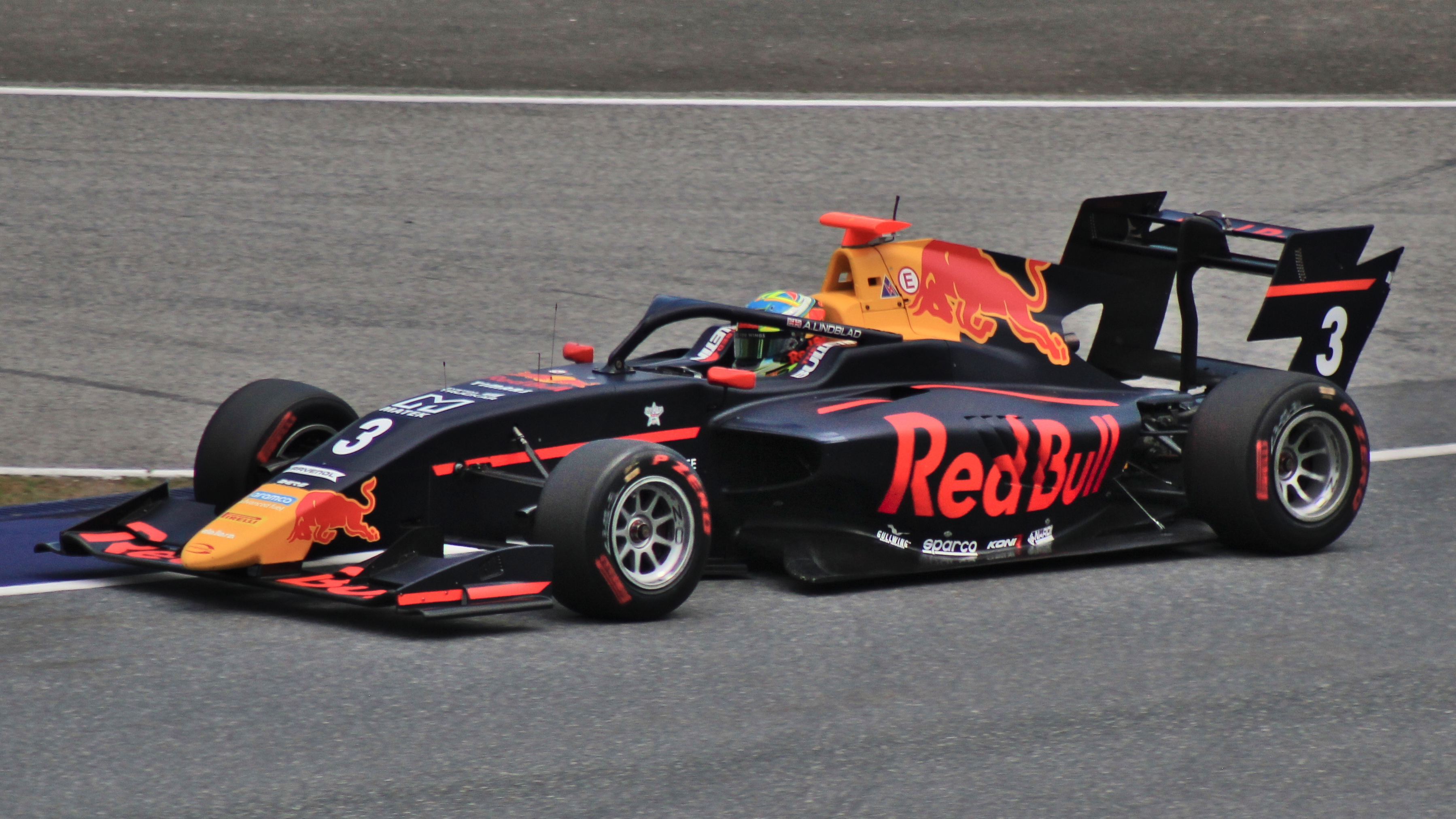
Arvid Lindblad alla guida della Dallara F3 nel 2024

Nel inverno del 2023 partecipa ai test di Formula 3 sul Circuito di Jerez sempre con il team Prema Racing, due settimane dopo il team italiano conferma il pilota britannico per la stagione 2024 della Formula 3 insieme a Dino Beganovic e Gabriele Minì. Il britannico nella gara d'esordio a Sakhir ottiene la sua prima vittoria nella serie davanti a Laurens van Hoepen, mentre in gara uno di Melbourne chiude secondo dietro a Martinius Stenshorne. A Barcellona arriva la sua prima vittoria in una gara lunga davanti a Christian Mansell. Nel round successivo a Silverstone ottiene un weekend perfetto vincendo entrambe le corse. Grazie a questi risultati, Lindblad arriva a giocarsi il titolo, al ultimo round di Monza, contro Leonardo Fornaroli, Gabriele Minì e Luke Browning. Sul circuito brianzolo ottiene pessimi risultati e si deve accontentare del quarto posto in classifica generale risultando il miglior Rookie della stagione.
Nel inverno del 2025 prende parte alla Formula Regional Oceania con il team M2 Competition. Il britannico parte bene conquistando una vittoria e due terzi posti nel primo round a Taupo. Nel successivo weekend di gare, si migliora conquista le due Pole Position convertendole in vittorie e conquistando un altro terzo posto. Si riconferma anche la settimana successiva a Manfield dove inanella altre due vittorie, volando in vetta della classifica. Nel penultimo appuntamento del campionato, ottiene altri due piazzamenti a podio, tra cui una vittoria in Gara 3. All'ultima tappa, grazie al secondo posto in Gara 1, si laurea Campione con due gare di anticipo. Chiude il suo campionato con 6 vittorie, 6 Pole e 12 podi in quindici gare disputate ottenendo 370 punti. 

### Formula 2
Il 12 settembre 2024 viene annunciato il salto di categoria per Lindblad, dal 2025 prenderà parte alla Formula 2 con il team Campos Racing. Nella Sprint Race di Jeddah ottiene la sua prima vittoria nella categoria pur essendo arrivato secondo al traguardo ma il primo, Richard Verschoor riceve una penalità.

### Formula 1
Nel 2021, quando ancora Lindblad correva in Kart, la scuderia di Formula 1, Red Bull inizia a supportarlo e l'anno dopo entra ufficialmente nel Junior Team del team austriaco.
Nel 2025 la FIA, gli ha dato la licenza per correre nella massima categoria, anche se non ha compiuto la maggior età (compiuti poi ad Agosto dello stesso anno). Fa il suo esordio in una sessione ufficiale di Formula 1, partecipando alle FP1 del Gran Premio di Gran Bretagna sostituendo Yūki Tsunoda su Red Bull.

## Risultati

### Riassunto della carriera
| Stagione | Serie                         | Team                      | Gare | Vittorie | Pole | GPV | Podi | Punti | Pos. |
| -------- | ----------------------------- | ------------------------- | ---- | -------- | ---- | --- | ---- | ----- | ---- |
| 2022     | Formula 4 italiana            | Van Amersfoort Racing     | 8    | 0        | 0    | 0   | 0    | 12    | 17º  |
| 2023     | Formula 4 Emirati Arabi Uniti | Hitech Grand Prix         | 15   | 1        | 1    | 1   | 3    | 107   | 5º   |
| 2023     | Formula 4 italiana            | Prema Racing              | 21   | 6        | 4    | 3   | 10   | 263,5 | 3º   |
| 2023     | Euro 4                        | Prema Racing              | 9    | 1        | 1    | 2   | 3    | 124   | 4º   |
| 2023     | Formula 4 Macao Race          | SJM Theodore Prema Racing | 2    | 2        | 1    | 2   | 2    | -     | 1º   |
| 2024     | Formula Regional Middle East  | Mumbai Falcons Racing     | 9    | 1        | 0    | 0   | 1    | 33    | 13º  |
| 2024     | Formula 3                     | Prema Racing              | 20   | 4        | 0    | 0   | 5    | 113   | 4º   |
| 2025     | Formula Regional Oceania      | M2 Competition            | 15   | 6        | 6    | 6   | 12   | 370   | 1º   |
| 2025     | Formula 2                     | Campos Racing             | 0    | 0        | 0    | 0   | 0    | 0     |      |

* Stagione in corso.

### Risultati in Formula 4 Italiana
(legenda) (Le gare in grassetto indicano la pole position) (Le gare in corsivo indicano Gpv)
| Anno | Team                  | 1   | 2   | 3   | 4   | 5   | 6   | 7   | 8   | 9   | 10  | 11  | 12  | 13  | 14  | 15  | 16  | 17  | 18  | 19  | 20  | 21  | Punti | Pos. |
| ---- | --------------------- | --- | --- | --- | --- | --- | --- | --- | --- | --- | --- | --- | --- | --- | --- | --- | --- | --- | --- | --- | --- | --- | ----- | ---- |
| 2022 | Van Amersfoort Racing | IMO | IMO | IMO | MIS | MIS | MIS | SPA | SPA | SPA | VAL | VAL | VAL | RBR | RBR | RBR | MON | MON | MON | MUG | MUG | MUG | 12    | 17º  |
| 2022 | Van Amersfoort Racing |     |     |     |     |     |     |     |     |     |     |     |     | 15  | 15  | 22  | 7   | 9   | C   | 21  | Rit | 8   | 12    | 17º  |
| 2023 | Prema Racing          | IMO | IMO | IMO | MIS | MIS | MIS | SPA | SPA | SPA | MNZ | MNZ | MNZ | LEC | LEC | LEC | MUG | MUG | MUG | VAL | VAL | VAL | 263,5 | 3º   |
| 2023 | Prema Racing          | 2   | 2   | 1   | 2   | 1   | 1   | 5   | 3   | Rit | 1   | 1   | 1   | 8   | 4   | 6   | 5   | 31† | 10  | 6   | 9   | 14  | 263,5 | 3º   |

### Risultati in Formula 4 EAU
(legenda) (Le gare in grassetto indicano la pole position) (Le gare in corsivo indicano Gpv)
| Anno | Team              | 1   | 2   | 3   | 4   | 5   | 6   | 7   | 8   | 9   | 10  | 11  | 12  | 13  | 14  | 15  | Punti | Pos. |
| ---- | ----------------- | --- | --- | --- | --- | --- | --- | --- | --- | --- | --- | --- | --- | --- | --- | --- | ----- | ---- |
| 2023 | Hitech Grand Prix | DUB | DUB | DUB | KUW | KUW | KUW | KUW | KUW | KUW | DUB | DUB | DUB | ABU | ABU | ABU | 107   | 5º   |
| 2023 | Hitech Grand Prix | 8   | 3   | 1   | 5   | 33  | 7   | Rit | 16  | 5   | Rit | 19  | 4   | 3   | 5   | Rit | 107   | 5º   |

### Risultati Formula Regional Middle East
(legenda) (Le gare in grassetto indicano la pole position) (Le gare in corsivo indicano Gpv)
| Stagione | Squadra               | 1   | 2   | 3   | 4   | 5   | 6   | 7   | 8   | 9   | 10  | 11  | 12  | 13  | 14  | 15  | Punti | Pos. |
| -------- | --------------------- | --- | --- | --- | --- | --- | --- | --- | --- | --- | --- | --- | --- | --- | --- | --- | ----- | ---- |
| 2024     | Mumbai Falcons Racing | ABU | ABU | ABU | ABU | ABU | ABU | DUB | DUB | DUB | ABU | ABU | ABU | ABU | ABU | ABU | 33    | 13°  |
| 2024     | Mumbai Falcons Racing | 10  | 1   | 8   | 15  | 9   | 27  | 15  | 10  | 24  |     |     |     |     |     |     | 33    | 13°  |

### Risultati in Formula 3
(legenda) (Le gare in grassetto indicano la pole position) (Le gare in corsivo indicano Gpv)
| Anno | Team         | 1   | 2   | 3   | 4   | 5   | 6   | 7   | 8   | 9   | 10  | 11  | 12  | 13  | 14  | 15  | 16  | 17  | 18  | 19  | 20  | Punti | Pos. |
| ---- | ------------ | --- | --- | --- | --- | --- | --- | --- | --- | --- | --- | --- | --- | --- | --- | --- | --- | --- | --- | --- | --- | ----- | ---- |
| 2024 | Prema Racing | SAK | SAK | MEL | MEL | IMO | IMO | MON | MON | CAT | CAT | RBR | RBR | SIL | SIL | HUN | HUN | SPA | SPA | MNZ | MNZ | 113   | 4º   |
| 2024 | Prema Racing | 1   | 8   | 2   | 11  | 8   | 7   | Rit | 4   | 9   | 1   | Rit | 7   | 1   | 1   | 15  | 28  | 15  | Rit | 12  | 16  | 113   | 4º   |

### Risultati in Formula Regional Oceania
(legenda) (Le gare in grassetto indicano la pole position) (Le gare in corsivo indicano Gpv)
| Stagione | Team           | 1   | 2   | 3   | 4   | 5   | 6   | 7   | 8   | 9   | 10  | 11  | 12  | 13  | 14  | 15  | Punti | Pos. |
| -------- | -------------- | --- | --- | --- | --- | --- | --- | --- | --- | --- | --- | --- | --- | --- | --- | --- | ----- | ---- |
| 2025     | M2 Competition | TAU | TAU | TAU | HDM | HDM | HDM | MAN | MAN | MAN | TER | TER | TER | HMP | HMP | HMP | 370   | 1º   |
| 2025     | M2 Competition | 3   | 3   | 1   | 1   | 3   | 1   | 1   | 14  | 1   | 2   | 6   | 1   | 2   | Rit | 3   | 370   | 1º   |

### Risultati in Formula 2
(legenda) (Le gare in grassetto indicano la pole position) (Le gare in corsivo indicano Gpv)
| Stagione | Team          | 1   | 2   | 3   | 4   | 5   | 6   | 7   | 8   | 9   | 10  | 11  | 12  | 13  | 14  | 15  | 16  | 17  | 18  | 19  | 20  | 21  | 22  | 23  | 24  | 25  | 26  | 27  | 28  | Punti | Pos. |
| -------- | ------------- | --- | --- | --- | --- | --- | --- | --- | --- | --- | --- | --- | --- | --- | --- | --- | --- | --- | --- | --- | --- | --- | --- | --- | --- | --- | --- | --- | --- | ----- | ---- |
| 2025     | Campos Racing | ALB | ALB | BHR | BHR | JED | JED | IMO | IMO | MON | MON | CAT | CAT | RBR | RBR | SIL | SIL | SPA | SPA | HUN | HUN | MNZ | MNZ | BAK | BAK | LUS | LUS | YMC | YMC | 79*   |      |
| 2025     | Campos Racing | 10  | C   | 5   | 8   | 1   | 7   | 2   | 4   | 8   | 5   | 8   | 1   | Rit | 13  |     |     |     |     |     |     |     |     |     |     |     |     |     |     | 79*   |      |

* Stagione in corso.

### Risultati in Formula 1
| 2025 | Scuderia | Vettura |  |  |  |  |  |  |  |  |  |  |  |    |  |  |  |  |  |  |  |  |  |  |  |  | Punti | Pos. |
| ---- | -------- | ------- |  |  |  |  |  |  |  |  |  |  |  | -- |  |  |  |  |  |  |  |  |  |  |  |  | ----- | ---- |
| 2025 | Red Bull | RB21    |  |  |  |  |  |  |  |  |  |  |  | SP |  |  |  |  |  |  |  |  |  |  |  |  |       |      |

| Legenda | 1º posto     | 2º posto | 3º posto    | A punti         | Senza punti/Non class.  | Grassetto – Pole position Corsivo – Giro più veloce Apice – Risultato Sprint (A punti) |
| Legenda | Squalificato | Ritirato | Non partito | Non qualificato | Solo prove/Terzo pilota | Grassetto – Pole position Corsivo – Giro più veloce Apice – Risultato Sprint (A punti) |